# Mikado (lokomotiv)

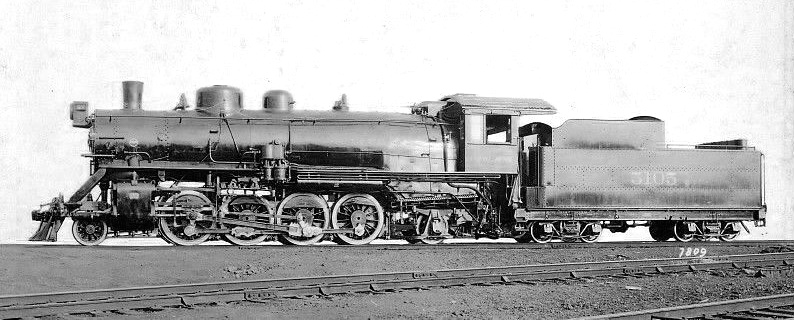
Lok av typen Mikado, med axelföljd 2-8-2.

Mikado kallas en typ av ånglok, första gången tillverkat 1884, med axelföljden 2-8-2. Loken tillverkades både som tenderlok och tanklok, men tankloken kom först på 1910-talet. Namnet Mikado kan härledas till de lok som på 1890-talet började användas på Nippon-järnvägen i Japan.
Axelföljden gjorde att loken kunde utrustas med en större eldstad, vilket gjorde loken mycket snabba. De användes över stora delar av världen, och var särskilt populära för att dra godståg i USA. Efter attacken mot Pearl Harbor 1941, användes det mindre Japanklingande namnet MacArthur för loken av flera järnvägsbolag i USA, men efter andra världskrigets slut 1945 återkom namnet Mikado. Bara i Nordamerika lär runt 10 000 exemplar av loktypen ha använts.